# ピンキー真由香
ピンキー真由香（ピンキーまゆか、1992年1月16日 - ）は、日本の元女子プロレスラーである。本名：新関 真由香（にいぜき まゆか）。

## 所属
- JWP女子プロレス（2007年 - 2009年）

## 来歴
- 2007年
  - 12月9日、後楽園ホール大会の対中島安里紗戦でデビュー。
- 2008年
  - 4月20日、センダイガールズプロレスリング主催じゃじゃ馬トーナメントに出場。本名名義はこの試合までとなる。
  - 4月29日、後楽園ホール大会の対紫雷美央（TEAM MAKEHEN）戦で初勝利。同日付で現在のリングネームに改名。
- 2009年
  - 2月20日東京キネマ倶楽部大会、JWP認定ジュニア&POP選手権試合で、松本浩代に挑戦するが、王座獲得に失敗。
  - 8月より長期欠場を続けていたが、12月28日に、12月31日をもって退団、引退することが発表された。